# Le Monde vu du train
Le Monde vu du train est une série documentaire française réalisée et animée par l'écrivain-voyageur Olivier Weber, diffusée à partir de 2011 sur la chaîne télévisée Voyage puis sur RMC Découverte.

## Concept
L'animateur et réalisateur Olivier Weber découvre un pays par sa voie ferroviaire. C'est l'occasion de rencontres avec des voyageurs étonnants, drôles ou émouvants. Les trains sont ainsi de véritables microcosmes dans lesquels les gens mangent, dorment et vivent, tout simplement. Différents thèmes sont abordés via les personnages. Le principe est celui de la découverte et de l'aventure humaine, au travers de multiples portraits, afin de comprendre les modes de vie et les coutumes locales,,.
L'émission est produite par la société de production Bo Travail, qui produit notamment l'émission Échappées belles diffusée sur France 5. 
Une vingtaine d'épisodes ont été tournés,,.
La version anglaise s'intitule The World seen from the train. 

## Liste  des épisodes
- Inde du Sud
- Inde du Nord
- Suisse
- Turquie
- Thaïlande du Sud
- Thaïlande du Nord
- Afrique du Sud 1
- Afrique du Sud 2
- Écosse
- Espagne
- Maroc
- Portugal
- Alpes
- Pyrénées
- Irlande
- Autriche
- Madagascar
- Norvège
- Croatie
- Québec
- Tunisie
- Sicile
- République tchèque
- États-Unis
- Mauritanie
- Mexique